# Dear David
Dear David es una película de terror sobrenatural estadounidense de 2023 dirigida por John McPhail, basada en el hilo de Twitter de Adam Ellis del mismo nombre. Está protagonizada por Augustus Prew como Ellis con Andrea Bang, René Escobar Jr., Cameron Nicoll y Justin Long en papeles secundarios. La película es la tercera coproducción entre BuzzFeed Studios y Lionsgate Films. Sigue a Ellis (Prew), quien está perseguido por el espectro de un niño a merced de los demonios después de tomar represalias con los troles de Twitter.
La película fue estrenada en cines y en formato digital y streaming el 13 de octubre de 2023 por Lionsgate. Ha recibido críticas casi universalmente negativas de críticos que se burlaron de su falta de originalidad y valor impactante, y algunos críticos prefirieron el hilo original de Twitter a la película.

## Reparto
- Augustus Prew como Adam Ellis
- Andrea Bang como Evelyn
- Justin Long como Bryce
- René Escobar Jr. como Kyle
- Cameron Nicoll como Dear David
- Rachel Wilson como Linda
- David Tompa como Fred
- Tricia Black como Norris

## Producción

### Desarrollo
Dear David fue un hilo de Twitter creado por el escritor de BuzzFeed Adam Ellis en el que describe su encuentro con un fantasma. La historia se actualizó entre el 7 de agosto y el 12 de diciembre de 2017 y se volvió viral en línea, lo que le valió a Ellis más de 1 millón de seguidores en Twitter. El 6 de junio de 2018, BuzzFeed Studios anunció su plan de adaptar la historia a un largometraje, con Mike Van Waes escribiendo el guion. En una entrevista, Ellis dijo que su historia se basó en hechos reales y que "nunca había estado interesado en convencer a nadie de que los fantasmas son reales; sólo quería contar mi historia". En noviembre de 2018, New Line Cinema adquirió los derechos de la historia.
En julio de 2020, BuzzFeed Studios y Lionsgate Films anunciaron una asociación para producir y distribuir varios largometrajes. En noviembre de 2021, BuzzFeed y Lionsgate adquirieron los derechos de la historia de New Line Cinema y contrataron a John McPhail para dirigirla.

### Casting
En enero de 2022, se confirmó que Justin Long, Augustus Prew y Andrea Bang protagonizarían.

### Rodaje
La producción se llevó a cabo en Toronto, Canadá, y finalizó en diciembre de 2021.

### Posproducción
McPhail, en una entrevista con Screen Rant, afirmó que los efectos prácticos se utilizaron ampliamente para "hacer que todo pareciera un poco más real". Un ejemplo de ello es la mancha de sangre en el cuchillo, por lo que al cortarlo aparecería sangre.

## Estreno
Originalmente, la película estaba programada para estrenarse en 2022, sin embargo, Lionsgate retrasó la fecha de estreno hasta el 13 de octubre de 2023.